# Phyllachora fici-minahassae
Phyllachora fici-minahassae är en svampart som beskrevs av Henn. 1908. Phyllachora fici-minahassae ingår i släktet Phyllachora och familjen Phyllachoraceae.   Inga underarter finns listade i Catalogue of Life.